# Hermann Haber
Hermann Haber (* 26. November 1885 in Mülheim an der Ruhr; † 10. Oktober  1942 in Auschwitz) war ein Mülheimer Maler, Karikaturist und Lokalpatriot, der in Auschwitz ermordet wurde. 

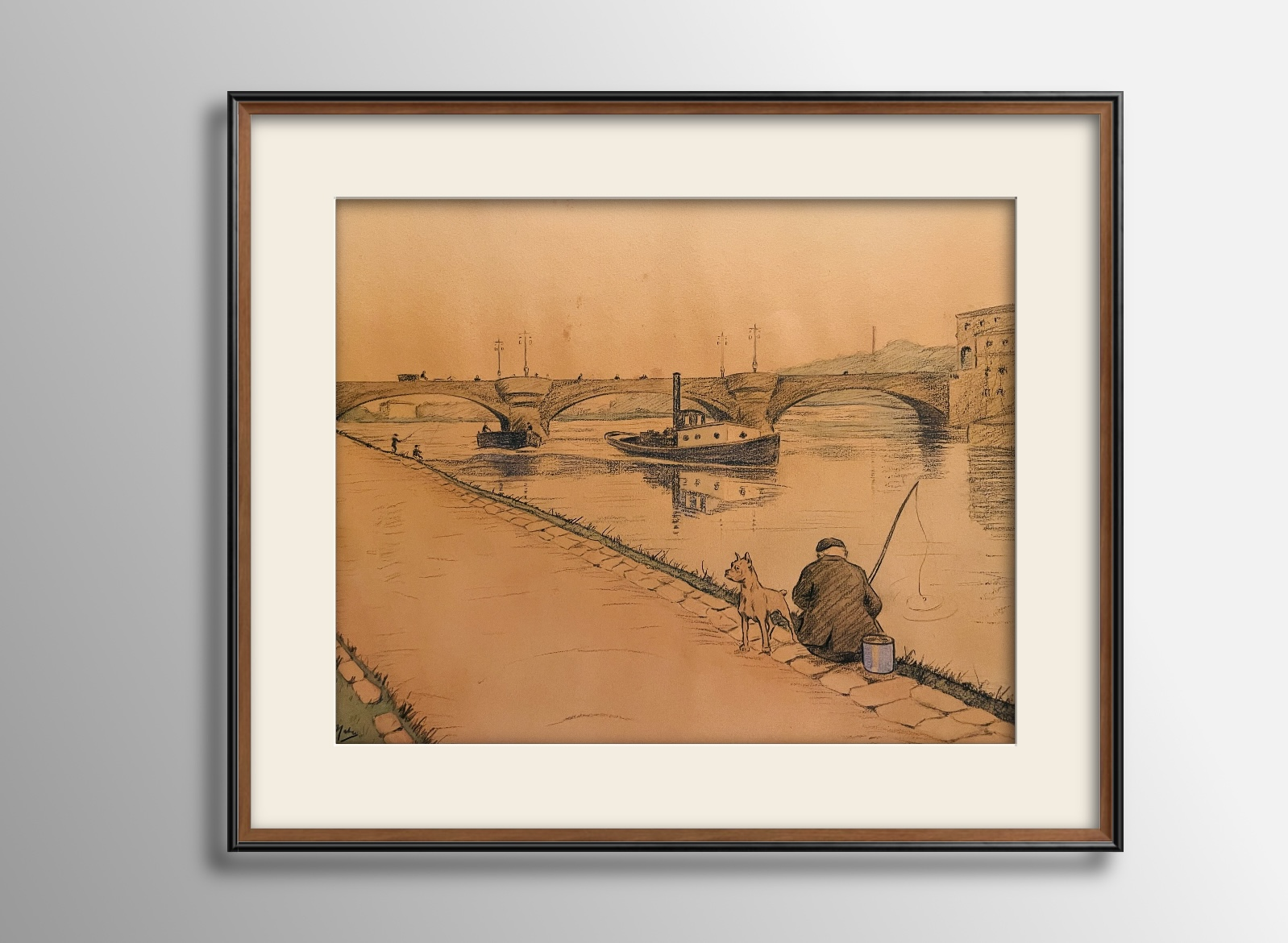
Pastell von Hermann Haber um 1911

## Leben

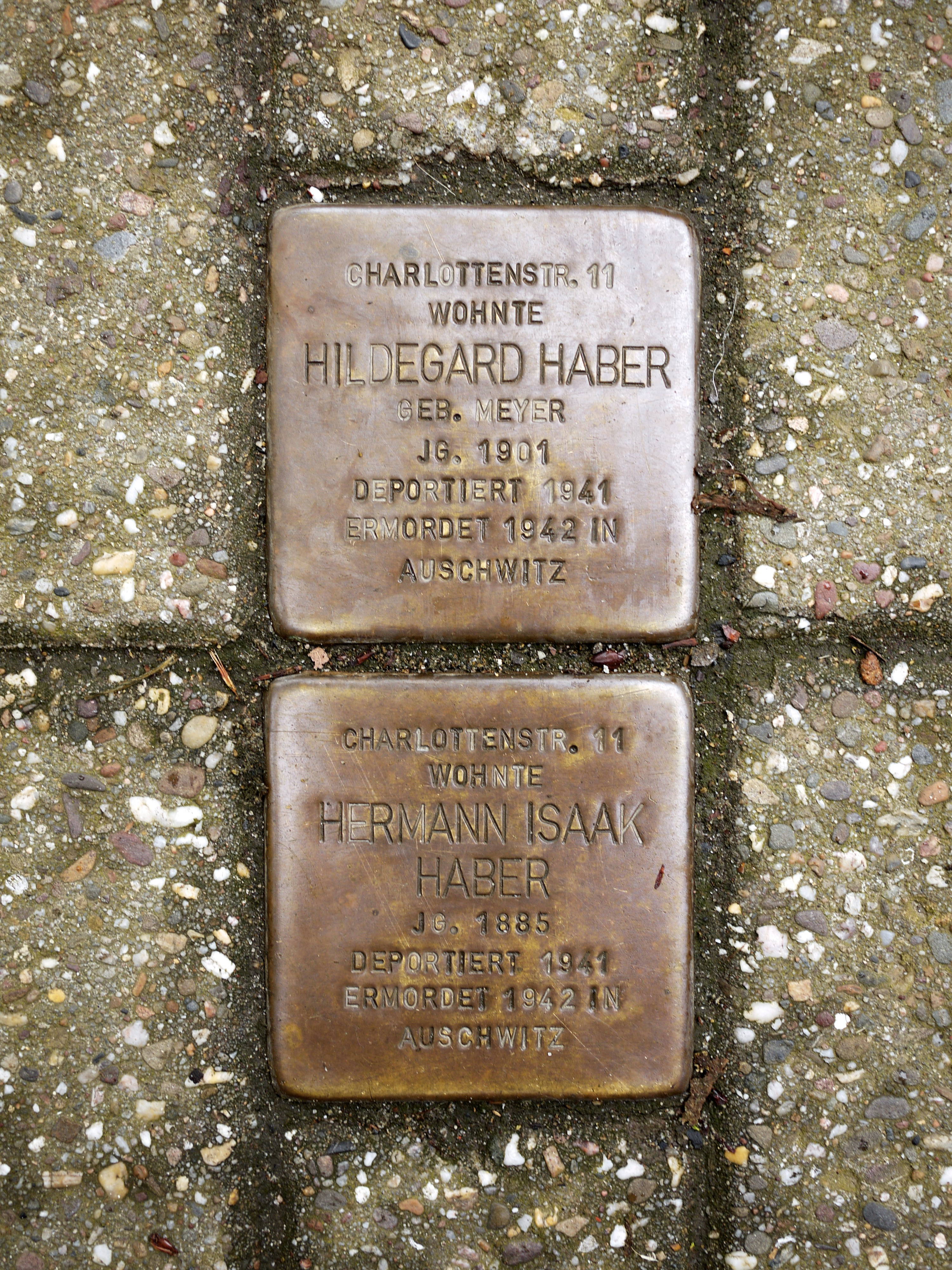
Stolpersteine in Mühlheim für das Ehepaar Haber

Über das Leben von Hermann Haber ist nicht viel bekannt. Seine Freunde bezeichneten ihn als humorvolles Original, einen lustigen Kerl, der seine Heimatstadt liebte. Er studierte an der Düsseldorfer Akademie. Von 1911 bis 1929 lebte er mit seiner Mutter Fanny, seinem Bruder Albert sowie seiner Halbschwester Sibylle, die einen Kunsthandel betrieb, in der Delle Nr. 19. Die Mutter starb 1930, der Vater war früher verstorben. In den Jahren 1927 bis 1929 war Hermann Haber sozusagen der Haus-Karikaturist der Mülheimer Zeitung. Über 150 Karikaturen wurden in dieser Zeit veröffentlicht. Im Jahre 1929 nahm Haber an der ersten Jahresausstellung der Mülheimer Künstler im städtischen Museum teil, neben Heinrich Siepmann, Hermann Lickfeld, Arthur Kaufmann,  Werner Gilles, Otto Pankok, Carl Altena, Hermann Prüßmann und anderen. Die Ausstellung galt als Sensation im Kunstleben der Stadt. 1932 zog Haber zu seiner Freundin Hildegard Meyer in die Charlottenstraße. 1933 flüchteten beide vor der  nationalsozialistischen Verfolgung nach Rotterdam in Holland, wo sie 1937 heirateten. Nach der deutschen Besetzung der Niederlande wurden sie 1941 dort wegen ihrer jüdischen Herkunft verhaftet. Hermann wurde über das Durchgangslager Westerbork am 23. September 1942 nach Auschwitz verschleppt. Am 10. Oktober 1942 wurde er für tot erklärt. Auch die Geschwister Albert und Sibylle wurden dort umgebracht.

## Werk
Haber malte Pastelle, die in Mülheim sehr begehrt waren. Einige befinden sich im Besitz des Mülheimer Museums, einige in Privatbesitz. Die Mülheimer Zeitung schrieb am 18. Dezember 1929:

„„Zu den Bedeutenden auf der Ausstellung gehört Hermann Haber, der sich in der letzten Zeit hauptsächlich mit Karikaturen zeitgenössischer lokaler Geschichte beschäftigte und auch hier mit einer Anzahl teilweise schon bekannter Karikaturen aufwartet. An sich ist Haber wohl der Vielseitigste unter den Mülheimer Malern, aber er beschränkt sich bewusst auf die knappe Skizze, in der ein scharfer Geist wohl am ehesten eine eigene Form findet. So einfach diese kleinen Tuschskizzen in ihrer etwas starrem, kalten Form aussehen, soviel Charakteristisches und mit dem Blick des echten Satirikers erforschtes Wesentliches wohnt ihnen inne. Dabei sind diese Arbeiten weniger fleißig als vielmehr verblüffend sicher durchgeführt, und jene kleinen Bleistiftskizzen zeigen recht deutlich, wie immer wieder der lockere Umriss und leichte Bewegungsstudien notwendig sind, um aus der Hülle des Porträts oder der einfachen Zeichnung jene Konturen zu finden, in denen geschickt das karikierende Moment getroffen ist. In der Umgebung großer Arbeiten nehmen sich naturgemäß diese witzigen Skizzen ein wenig bescheiden, wenn auch originell aus, und auch die Auswahl des Ausgestellten lässt den Wunsch aufkommen, Habers vielseitiges Können auf einen erweiterten Aufgabenkreis gerichtet zu sehen, in dem er bedeutend tiefer schöpfen könnte.““

## Fundorte
Einige seiner Werke sind heute im Kunstmuseum Mülheim in der Alten Post (KMadRidAP) und im MMKM - Museum Moderne Kunst Mülheim an der Ruhrstraße 3 in Mülheim an der Ruhr, andere befinden sich in privatem Besitz, viele sind verschollen. Die Karikaturen sind im Mülheimer Stadtarchiv, Mülheimer Zeitung Jahrgänge 1925 bis 1930 zu finden.